# Alexandre Guiraud
Alexandre Guiraud (* 24. Dezember 1788 in Limoux; † 24. Februar 1847 in Paris) war ein französischer Schriftsteller und Mitglied der Académie française.

## Leben und Werk

### Jugend in Südfrankreich
Alexandre Guiraud war der Sohn eines reichen Tuchfabrikanten. Er wuchs in Limoux bei Carcassonne auf und hatte einen Hauslehrer. Er ging zum Jurastudium nach Toulouse, widmete sich dort aber, wie sein Freund Alexandre Soumet, vornehmlich der Dichtung und wurde von der Académie des Jeux Floraux ausgezeichnet. Von 1806 bis 1813 führte er die von seinem verstorbenen Vater hinterlassene Firma, dann wechselte er nach Paris, um seinen poetischen Neigungen nachzugehen.

### Der frühe Romantiker in Paris
Zusammen mit Soumet schloss er sich dem ersten romantischen Cénacle (Freundeskreis) an, zu dem auch Émile Deschamps, Victor Hugo und Alfred de Vigny gehörten. 1824 war er unter den Gründern der romantischen Zeitschrift La Muse française. Er wurde bekannt durch seine Elegien, allen voran Le petit Savoyard, wo das Schicksal eines von seiner Mutter zum Überleben nach Paris geschickten kleinen Jungen aus den Alpen geschildert wird, dann 1824 durch philhellenische Gedichte und schließlich durch seine Bühnenstücke.

### Bühnenerfolge und Wahl in die Académie française
Nachdem 1820 ein erstes Stück über Pelagius an der Zensur scheiterte (und erst 1938 erschien), kam es 1822 und 1823 zur Aufführung von Les Machabées, ou le Martyre (mit Marguerite-Joséphine Georges) und Le Comte Julien, ou l’Expiation. Besonderen Erfolg hatte 1825 die Oper Pharamond über den der Sage nach ersten merowingischen König Faramund, deren Musik von François-Adrien Boieldieu, Henri Montan Berton und Rodolphe Kreutzer stammte und zu der Guiraud zusammen mit Soumet und Jacques-François Ancelot den Text (in Versen) verfasst hatte. Die Thematik war seit 1803 durch das Theaterstück Isule et Orovèse von Népomucène Lemercier eingeführt. Für seine Leistung wurde Guiraud 1827 von König Karl X. der Adelstitel Baron verliehen. Bereits 1826 war er in die Académie française (Sitz Nr. 37) gewählt worden, der sein Freund Soumet schon angehörte.

### Rückkehr in die Heimat und Tod in Paris
Nach 1830 ließ sich Guiraud mit seiner (1826 gegründeten) Familie auf den Besitzungen (mit Schloss) in Villemartin bei Limoux nieder und machte sich für die nächsten 10 Jahre (neben dem christlichen Roman Flavien) an die Ausarbeitung einer katholischen Geschichtsphilosophie, die 1840 in drei Bänden erschien. Im Juli 1846 kehrte er nach Paris zurück, erkrankte und starb dort 1847 im Alter von 58 Jahren. Bei der Beisetzungsfeier in der Abbaye-aux-Bois hielt Victor Hugo eine Troddel des Bahrtuchs.

### Ehrungen
Guiraud war seit 1824 Ritter der Ehrenlegion. In Limoux erinnert die Rue Alexandre Guiraud an ihn. Im Stadtpark Ile de Sournies steht seine Büste.

## Werke

### Bühnenwerke
- Les Machabées, ou le Martyre, tragédie en 5 actes. Paris, théâtre de l’Odéon, 14 juin 1822.
- Le Comte Julien, ou l’Expiation, tragédie en 5 actes. Paris, théâtre de l’Odéon, 12 avril 1823.
- (mit anderen) Pharamond. Tragédie lyrique. Paris 10. Juni 1825.
- Virginie, tragédie en 5 actes et en vers. Paris, Théâtre-Français, 28 avril 1827. Besançon 1843.
- Pélage. Tragédie inédite d’Alexandre Guiraud. Hrsg. Frédéric Ségu. Les Belles Lettres, Paris 1938.

### Dichtung
- Élégies savoyardes. 1823. (darin: Le petit Savoyard)
  - (italienisch) Il piccolo savojardo. Poemetto in tre canti. Rom 1878.
- Chants hellènes. Byron. Ipsara. Ladvocat, Paris 1824.
- Poëmes et chants élégiaques. Ladvocat, Paris 1824. (mehrere Auflagen)
- Poésies dédiées à la jeunesse. Paris 1837.
- Le Cloître de Villemartin. Furne, Paris 1843. (über den von ihm selbst errichteten Kreuzgang)

### Prosa
- Césaire. Révélation. 2 Bde. Paris 1830. (christlicher Roman)
- Flavien ou De Rome au désert. 3 Bde. Paris 1835. (christlicher Roman)
  - (italienisch) Flaviano ovvero paganesimo e cristianesimo. Mailand 1856.
- Philosophie catholique de l’histoire ou l’Histoire expliquée. Introduction renfermant l’histoire de la création universelle. 3 Bde. Debécourt, Paris 1839; 2 Bde. 1841. (katholische Geschichtsphilosophie)

### Gesammelte Werke
- Œuvres complètes. 4 Bde. Amyot, Paris 1845. (I.–II. Flavien, ou De Rome au désert. III. Césaire et Mélanges. IV. Théâtre et poésies)